# Ларок-дез-Арк
Ларо́к-дез-Арк (фр. Laroque-des-Arcs) — колишній муніципалітет у Франції, у регіоні Окситанія, департамент Лот. Населення — 513 осіб (2011).
Муніципалітет був розташований на відстані близько 500 км на південь від Парижа, 100 км на північ від Тулузи, 4 км на північний схід від Каора.

## Історія
До 2015 року муніципалітет перебував у складі регіону Південь-Піренеї. Від 1 січня 2016 року належав до нового об'єднаного регіону Окситанія.
1 січня 2017 року Ларок-дез-Арк, Кур i Вальруф'є було об'єднано в новий муніципалітет Бельфон-Ла-Роз.

## Демографія
Динаміка населення (INSEE ):
Розподіл населення за віком та статтю (2006):
| Стать | Всього | До 15 років | 15-24 | 25-44 | 45-64 | 65-85 | Понад 85 |
| --- | ------ | ----------- | ----- | ----- | ----- | ----- | -------- |
| Чоловіки | 256    | 52          | 24    | 60    | 88    | 32    | 0        |
| Жінки | 224    | 40          | 16    | 56    | 76    | 32    | 4        |
| \| Статево-вікова піраміда \| Статево-вікова піраміда \| Статево-вікова піраміда \| \| ----------------------- \| ----------------------- \| ----------------------- \| \| Чоловіки \| Вік \| Жінки \| \| 0 \| 85 + \| 4 \| \| 4 \| 80-84 \| 8 \| \| 8 \| 75-79 \| 4 \| \| 4 \| 70-74 \| 8 \| \| 16 \| 65-69 \| 12 \| \| 12 \| 60-64 \| 8 \| \| 16 \| 55-59 \| 28 \| \| 16 \| 50-54 \| 24 \| \| 44 \| 45-49 \| 16 \| \| 20 \| 40-44 \| 12 \| \| 16 \| 35-39 \| 20 \| \| 16 \| 30-34 \| 16 \| \| 8 \| 25-29 \| 8 \| \| 12 \| 20-24 \| 8 \| \| 12 \| 15-20 \| 8 \| \| 8 \| 10-14 \| 12 \| \| 28 \| 5-9 \| 12 \| \| 16 \| 0-4 \| 16 \| |        |             |       |       |       |       |          |
| Статево-вікова піраміда |        |             |       |       |       |       |          |
| Чоловіки | Вік    | Жінки       |       |       |       |       |          |
| 0 | 85 +   | 4           |       |       |       |       |          |
| 4 | 80-84  | 8           |       |       |       |       |          |
| 8 | 75-79  | 4           |       |       |       |       |          |
| 4 | 70-74  | 8           |       |       |       |       |          |
| 16 | 65-69  | 12          |       |       |       |       |          |
| 12 | 60-64  | 8           |       |       |       |       |          |
| 16 | 55-59  | 28          |       |       |       |       |          |
| 16 | 50-54  | 24          |       |       |       |       |          |
| 44 | 45-49  | 16          |       |       |       |       |          |
| 20 | 40-44  | 12          |       |       |       |       |          |
| 16 | 35-39  | 20          |       |       |       |       |          |
| 16 | 30-34  | 16          |       |       |       |       |          |
| 8 | 25-29  | 8           |       |       |       |       |          |
| 12 | 20-24  | 8           |       |       |       |       |          |
| 12 | 15-20  | 8           |       |       |       |       |          |
| 8 | 10-14  | 12          |       |       |       |       |          |
| 28 | 5-9    | 12          |       |       |       |       |          |
| 16 | 0-4    | 16          |       |       |       |       |          |

## Економіка
2010 року серед 338 осіб працездатного віку (15—64 років) 255 були активними, 83 — неактивними (показник активності 75,4%, у 1999 році було 77,9%). З 255 активних мешканців працювали 223 особи (116 чоловіків та 107 жінок), безробітними було 32 (18 чоловіків та 14 жінок). Серед 83 неактивних 25 осіб було учнями чи студентами, 40 — пенсіонерами, 18 були неактивними з інших причин.

У 2010 році в муніципалітеті числилось 236 оподаткованих домогосподарств, у яких проживали 526,0 особи, медіана доходів виносила 19 244,5 євро на одного особоспоживача